# 田悦
田 悦（でん えつ、751年 - 784年）は、中国唐の節度使。河朔三鎮の一つであった天雄軍を率いた。平州盧龍県の出身。

## 略歴
幼くして孤児となったが、戦術にたけており、叔父の魏博節度使の田承嗣にその才能を愛されて育てられ、大暦13年（778年）、田承嗣が死に臨むにあたり、特別に田悦に命じて、軍事を知らしめたという。代宗もこれを追認した。
大暦14年（779年）に魏博節度使の留後となり、魏博節度使の継承が許されて検校工部尚書と御史大夫を兼ねた。初めは朝廷に恭順の意を示していたが、うちには7万の軍勢を有しており、朝廷は節度使の勢力削減の一環として天雄軍の兵力を3万に制限して残りを帰農させるように命じた。彼は表向きこれに屈して削減に応じたが、帰農する兵士たちに「汝らは久しく軍中にある。父母妻子がおり、いまひとたび兵士をやめたら、どうして衣食の資を得ることができようか」と宣言し、自己の財産を分け与えて返したために却って名声を得た。
建中2年（781年）に河朔三鎮の一つである成徳軍節度使では、李宝臣の没後、その子の李維岳を後継者に建てたが、唐の朝廷はこれを認めようとはしなかった。そこで継承問題を巡って河朔三鎮と朝廷が対立すると、田悦ら河朔三鎮側は反乱を起こして、翌年田悦は魏王を称した。続いて河南二鎮（平盧節度使・淮南西道節度使）も挙兵した。
興元元年（784年）朝廷が将を遣わし、彼らを討とうと決めた際に、反乱軍に参加していた盧龍軍節度使である朱滔の兄の朱泚が叛乱し、大秦皇帝と称したため、皇帝徳宗は奉天（現在の陝西省咸陽市乾県）まで逃亡しなければならなくなった。唐朝は順地の15の藩鎮の兵と禁軍を動員し、朱泚を破って長安を回復したが、このことから、叛乱の鎮圧どころではなくなってしまっていた。
ついに皇帝は河朔三鎮に屈して、田悦は魏王の称号を取り消す代わりに、節度使は留任したままで検校尚書右僕射と済陽王の地位を与えられた。だが、戦闘中の誤りから動員した兵の7割以上を失ったために、軍内部の不満が高まっていた。
時に、給事中の孔巣父というものが魏博宣慰使となって、魏州にいたり、逆順禍福をのべ、田悦と将士はこのことを喜んだ。田悦は孔巣父と宴で酒を飲んで酔って寝所に行ったところを、田承嗣の子の田緒によるクーデターで殺害された。

## 伝記史料
- 『旧唐書』巻141 列伝第九十一
- 『新唐書』巻210 列伝第一百三十五